# Мидълсекс (окръг, Ню Джърси)
Вижте пояснителната страница за други значения на Мидълсекс.
Окръг Мидълсекс (на английски: Middlesex County) е окръг в щата Ню Джърси, Съединени американски щати. Площта му е 837 km², а населението – 837 073 души (2016). Административен център е град Ню Брънзуик.